# 安田昂平
安田 昂平（やすだ こうへい、2002年7月8日 - ）は、ジャパンラグビーリーグワンの東京サントリーサンゴリアスに所属するラグビーユニオン選手。

## 来歴
小学6年時に、御所ラグビースクール（奈良県）でラグビーを始める。
奈良県立御所実業高校では、2年生の時に花園（全国高等学校ラグビーフットボール大会）で準優勝、3年生ではベスト8となった。また、U17日本代表にも選出された。
明治大学に入って、3年生の2023シーズンではWTB14番で、対抗戦と大学選手権の全10試合にフル出場し、対抗戦では15トライを挙げてトライ王となり、明治大学は大学選手権で準優勝となった。
大学4年の2025年1月、東京サントリーサンゴリアスに加入した。同年3月、明治大学卒業。